# Nash Hills
Nash Hills är en kulle i Antarktis. Den ligger i Västantarktis. Chile gör anspråk på området. Toppen på Nash Hills är 1 656 meter över havet.
Terrängen runt Nash Hills är lite kuperad. Trakten är obefolkad. Det finns inga samhällen i närheten.